# Toledo (Comarca)
Die Comarca Toledo ist eine der zehn Comarcas in der Provinz Toledo der autonomen Gemeinschaft Kastilien-La Mancha.
Sie umfasst eine Gemeinde auf einer Fläche von 231,76 km² mit dem Hauptort Toledo.

## Gemeinden
| Gemeinde       | Einwohner (2024) | Fläche km² | Dichte Einw./km² | Cod INE | Postleitzahl |
| -------------- | ---------------- | ---------- | ---------------- | ------- | ------------ |
| Toledo         | 86.526           | 231,76     | 373              | 45168   | 45000–45009  |
| Comarca Toledo | 86.526           | 231,76     | 373              | –       | –            |